# Commercy
Commercy – miejscowość i gmina we Francji, w regionie Grand Est, w departamencie Moza.
Według danych na rok 1990 gminę zamieszkiwały 6404 osoby, a gęstość zaludnienia wynosiła 181 osób/km² (wśród 2335 gmin Lotaryngii Commercy plasuje się na 65. miejscu pod względem liczby ludności, natomiast pod względem powierzchni na miejscu 34.).